# Yaonáhuac
Yaonáhuac es una localidad del estado mexicano de Puebla. Es cabecera del municipio de Yaonáhuac.

## Demografía
| Censo | Población |
| ----- | --------- |
| 1900  | 2056      |
| 1910  | 2369      |
| 1921  | 1435      |
| 1930  | 975       |
| 1940  | 967       |
| 1950  | 738       |
| 1960  | 600       |
| 1970  | 797       |
| 1980  | 1077      |
| 1990  | 2956      |
| 1995  | 3565      |
| 2000  | 3852      |
| 2005  | 4226      |
| 2010  | 4489      |
| 2020  | 3968      |